# Postwet 1850

De Nederlandse Postwet 1850 regelde het staatsmonopolie voor de post, de tarieven, de betaling van het briefport en de inrichting van de postadministratie. De wet werd op 27 april 1850 aan de postbeambten toegezonden. De wet verving de Franse Postwet van 1810.
De Postwet 1850 regelde ook de invoering van postzegels en vrijwillige frankering met postzegels met ingang van 1 januari 1851. Dit was door de Tweede Kamer afgedwongen. Aldus was de burger niet langer afhankelijk van de aanwezigheid en de openingstijden van een postkantoor. Een brievenbus was voldoende om een brief gefrankeerd met een postzegel op de post te doen. De eerste Nederlandse postzegels verschenen met een jaar vertraging op 1 januari 1852.
Bij de wijziging van de Postwet in 1870, door de toenmalige minister van financiën Mr. P.P. van Bosse werd de uitgifte van briefkaarten mogelijk gemaakt.
Sinds 2009 is de Postwet 2009 van kracht.